# Ligne 1 du tramway de Nanhai
Ne doit pas être confondu avec Tramway de Danhai.
La ligne 1 du tramway de Nanhai (chinois simplifié : 南海有轨电车1号线 ; chinois traditionnel : 南海有軌電車1號線 ; pinyin : nánhǎi yǒuguǐdiànchē yīhàoxiàn) est une ligne de tramway qui se situe dans le district de Nanhai, la ville de Foshan, la province de Guangdong, en Chine.

## Histoire
La 1re phase de la ligne (entre Leigang et Nouveau ctr.-ville de Sanshan du nord (zh)) fut inaugurée le 18 août 2021. L’inauguration rendit Nanhai le 2e district de Foshan où il y a une ligne de tramway après Gaoming. La 2e phase de la ligne fut inaugurée le 29 novembre 2022.

## Infrastructure

### Stations
|  |   |  | Code    | Station                                    | Ville  | Commune | Correspondances |
|  | - |  | ------- | ------------------------------------------ | ------ | ------- | --------------- |
|  | ■ |  | TNH1-01 | Leigang                                    | Foshan | Nanhai  | Guangfo[EXT]    |
|  | • |  | TNH1-02 | Route Huacui (zh)                          | Foshan | Nanhai  |                 |
|  | • |  | TNH1-03 | Xiaxi (zh)                                 | Foshan | Nanhai  |                 |
|  | • |  | TNH1-04 | Xiadong (zh)                               | Foshan | Nanhai  |                 |
|  | • |  | TNH1-05 | Parc Kangyi (zh)                           | Foshan | Nanhai  |                 |
|  | • |  | TNH1-06 | Pingxi (zh)                                | Foshan | Nanhai  |                 |
|  | • |  | TNH1-07 | Pingnan (zh)                               | Foshan | Nanhai  |                 |
|  | • |  | TNH1-08 | Rue Yuqi (zh)                              | Foshan | Nanhai  |                 |
|  | • |  | TNH1-09 | Zhongqu (zh)                               | Foshan | Nanhai  |                 |
|  | • |  | TNH1-10 | Nouveau ctr.-ville de Sanshan du nord (zh) | Foshan | Nanhai  |                 |
|  | • |  | TNH1-11 | Parc Wenhanhu (Laboratoire Jihua) (zh)     | Foshan | Nanhai  |                 |
|  | • |  | TNH1-12 | Nouveau ctr.-ville de Sanshan du sud (zh)  | Foshan | Nanhai  |                 |
|  | • |  | TNH1-13 | Linyue–Nord (zh)                           | Foshan | Nanhai  |                 |
|  | • |  | TNH1-14 | Linyue–Ouest (zh)                          | Foshan | Nanhai  | Foshan 2        |
|  | ■ |  | TNH1-15 | Linyue–Est (zh)                            | Foshan | Nanhai  | Foshan 2[EXT]   |

1. ↑  Pour alléger le tableau, seules les correspondances existantes avec les transports guidés ou en site propre (métros, trains, tramways, téléphériques, BHNS, etc..) sont données. Les autres correspondances, notamment les lignes de bus autres que les BHNS, sont reprises dans les articles de chaque station.